# Esplanade des Invalides

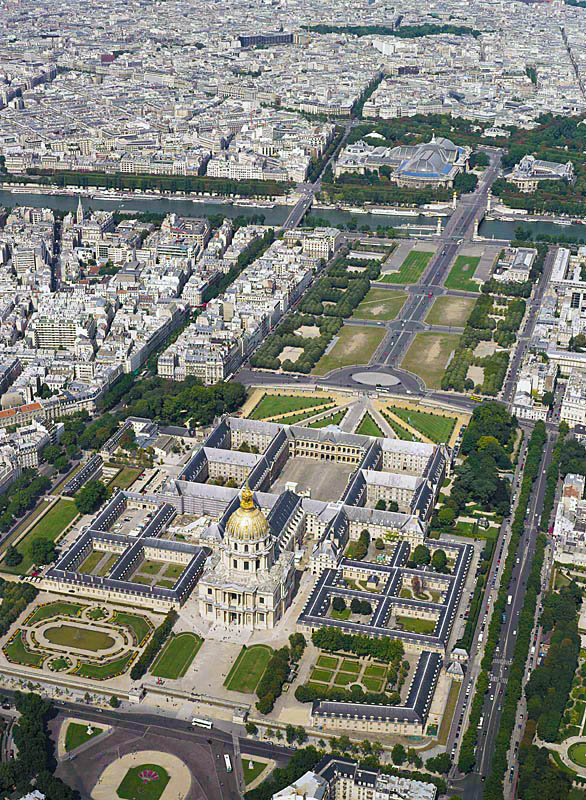
De Esplanade des Invalides gelegen tussen enerzijds het Hôtel des Invalides en anderzijds de Seine met aan de andere oever het Grand Palais en Petit Palais

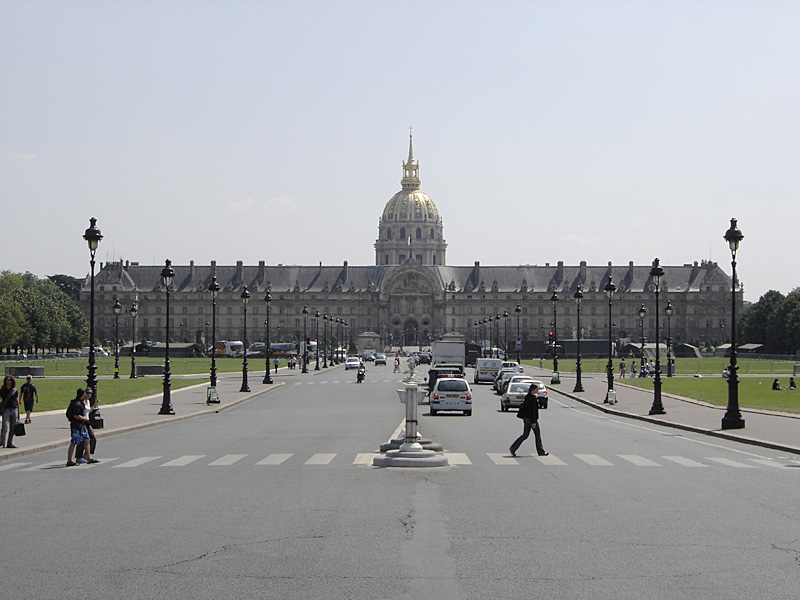
Zicht op het Hôtel des Invalides over de Esplanade

De Esplanade des Invalides is de naam van een uitgestrekt open parkgebied in het 7e arrondissement van de Franse hoofdstad Parijs. Het wordt in het zuiden begrensd door de noordgevel van het Hôtel des Invalides, in het noorden door de Quai d'Orsay en de linkeroever van de Seine. In het verlengde van de Esplanade ligt de Pont Alexandre-III waarachter de Avenue Winston Churchill het Grand Palais en Petit Palais scheidt.
De Esplanade des Invalides wordt van noord tot zuid doorkruist door de Avenue du Maréchal Galliéni. Er zijn twee dwarse kruisingen in de open vlakte, de meest noordelijke is de Rue de l'Université, de zuidelijke de Rue Saint-Dominique. Het gebied is 487 m op 275 m groot. De eerste aanleg dateert van 1704 naar plannen van architect Robert de Cotte.
- Virtual International Authority File: 315942918